# Théâtre Albéniz
Le théâtre Albéniz (en espagnol : Teatro Albéniz) est une salle de spectacles de Madrid, en Espagne, situé rue de la Paix. Inauguré en 1945, il ferme ses portes en 2008. Il abrite depuis 2022 un complexe hôtelier et de loisirs.

## Histoire
La construction du théâtre commence en 1943, sur un terrain de 1 300 m2. Il est inauguré le 31 mars 1945 avec la pièce Aquella noche azul d'Alfonso Paso (es).
Fermé pendant de longues années, l'établissement rouvre en 2022 et abrite désormais une salle de spectacle et un hôtel, appelé Umusic Hotel Madrid.